# نیوبیم دی‌اکسید
نیوبیم دی‌اکسید (به انگلیسی: Niobium dioxide) با فرمول شیمیایی NbO۲ یک ترکیب شیمیایی است. که جرم مولی آن ۱۲۴٫۹۱ g/mol می‌باشد. شکل ظاهری این ترکیب، مایل به آبی تیره است.